# 杨时贤
杨时贤（Gwendoline Yeo，1977年7月10日—）是一位新加坡華裔美国女演員、影视配音演员。

## 生平
1998年参与全美華埠小姐竞选，后加入娱乐圈。因出演美国剧集《绝望的主妇》中小梅一角而被中国内地观众熟悉。

## 家庭
前新加坡外交部部长杨荣文为其叔父。